# Omar Boudjellab
 (octobre 2017).
Si vous disposez d'ouvrages ou d'articles de référence ou si vous connaissez des sites web de qualité traitant du thème abordé ici, merci de compléter l'article en donnant les références utiles à sa vérifiabilité et en les liant à la section « Notes et références ».
Omar Boudjellab, né le 6 février 1930 à Tablat et mort le 25 juin 2006 à Alger, est un médecin et homme politique algérien.

## Biographie
Après avoir obtenu son diplôme de médecine à Paris, il rejoint l'ALN au Maroc. À l'indépendance de l'Algérie, il devient chef de service de cardiologie à l'Hôpital Mustapha Pacha. Il est ministre de la santé de 1970 à 1977 sous la présidence de Boumediène. 